# Guignemicourt
Guignemicourt – miejscowość i gmina we Francji, w regionie Hauts-de-France, w departamencie Somma.
Według danych na rok 1990 gminę zamieszkiwało 250 osób, a gęstość zaludnienia wynosiła 56 osób/km² (wśród 2293 gmin Pikardii Guignemicourt plasuje się na 749. miejscu pod względem liczby ludności, natomiast pod względem powierzchni na miejscu 927.).